# Vida de Flavi Josep
La vida de Josep (en grec Bios Iosepou), també anomenat La vida de Flavi Josep, és un text autobiogràfic escrit per Flavi Josep al voltant dels anys 94-99. Es tracta possiblement d'un apèndix del seu Antiguitats jueves, on l'autor revisa els esdeveniments de la guerra, pel que sembla en resposta a les legacions formulades contra ell per Just de Tiberíades.